# Marie Dubois
Marie Dubois, właśc. Claudine Lucie Pauline Huzé (ur. 12 stycznia 1937 w Paryżu, zm. 15 października 2014 w Lescar) – francuska aktorka filmowa.
Debiutowała w 1960 w Strzelajcie do pianisty François Truffauta. Od tego czasu wystąpiła w kilkudziesięciu filmach, najczęściej w rolach drugoplanowych lub epizodycznych. Najbardziej znane z nich to Jules i Jim (1962), Wielka włóczęga (1966), Życie złodzieja (1967) czy Niewinne (1976). W 1977 została uhonorowana Césarem dla najlepszej aktorki drugoplanowej za kreację Dominique Montlaur w La Menace Alaina Corneau.
Jej mężem był Serge Rousseau.

## Wybrana filmografia
- 1960: Strzelajcie do pianisty jako Hélène alias Léna
- 1961: Kobieta jest kobietą jako przyjaciółka Angeli (niewymieniona w czołówce)
- 1962: Jules i Jim jako Thérèse
- 1964: Polowanie na mężczyznę jako Sophie
- 1966: Wielka włóczęga jako Juliette
- 1969: Ci wspaniali młodzieńcy w swych szalejących gruchotach jako Pascale
- 1976: Niewinne jako księżniczka
- 1976: Wujaszek z Ameryki jako Thérèse Ragueneay